# Моралес-Санчез (Тексас)
Моралес-Санчез (енгл. Morales-Sanchez) насељено је место без административног статуса у америчкој савезној држави Тексас.

## Демографија
По попису из 2010. године број становника је 84, што је 11 (-11,6%) становника мање него 2000. године.
| Група             | 2000.      | 2010.      |
| Белци             | 8 (8,4%)   | 6 (7,1%)   |
| Афроамериканци    | 0 (0,0%)   | 0 (0,0%)   |
| Азијати           | 0 (0,0%)   | 0 (0,0%)   |
| Хиспаноамериканци | 87 (91,6%) | 78 (92,9%) |
| Укупно            | 95         | 84         |